# Schlacht von Saint-Pol-de-Léon
Die Schlacht von Saint-Pol-de-Léon war eine Schlacht während des Bretonischen Erbfolgekriegs, der Teil des Hundertjährigen Kriegs war. Die Schlacht wurde im Juni 1346 geschlagen und stellte einen Wendepunkt in der Auseinandersetzung zwischen der anglo-bretonischen Partei der Montforts und der franko-bretonischen Partei der Blois dar.

## Hintergrund
Nach dem Tod von Jean III., Herzogs der Bretagne, im Jahre 1341 erhoben sowohl sein Halbbruder Jean Montfort als auch Charles Blois, als Ehemann seiner Nichte Johanna von Dreux, Anspruch auf die Nachfolge. Während Blois vom französischen König Philipp VI. bestätigt wurde, erhielt Montfort vom englischen König Edward III. die Zusage, ihn bei der Durchsetzung seiner Ansprüche zu unterstützen, wenn dieser Edward dafür als Lehnsherr und rechtmäßigen König von Frankreich anerkenne. Der zunächst regionale Streit um ein französisches Lehen wurde so bald für die übergeordnete Auseinandersetzung des Hundertjährigen Krieges zwischen England und Frankreich um den französischen Thron instrumentalisiert.
Nachdem Jean Montfort zunächst weite Teile der Bretagne unter seine Kontrolle gebracht hatte, unterlag er im November 1341 in der Schlacht bei Champtoceaux dem franko-bretonischen Heer von Charles Blois. Dieser nahm Montfort gefangen und besetzte in den folgenden Monaten fast die gesamte Bretagne. Im August 1342 landeten schließlich englische Truppen in der Bretagne und konnten die Belagerung von Brest, der letzten Stadt unter der Kontrolle der Montforts, brechen. Die folgenden vier Jahre waren im Wesentlichen vom Taktieren beider Seiten geprägt. Während Charles Blois zusätzlich Truppen von den zu ihm loyal stehenden bretonischen Adelige und zusätzlich deutsche Söldner aushob, versuchten die von Thomas Dagworth geführten anglo-bretonischen Truppen, ihre nach wie vor prekäre Stellung zu festigen und weitere Teile des bretonischen Adels auf die Seite der Partei Montforts zu ziehen. Dagworth baute die Verteidigungsstellen an der südwestlichen Küste aus, führte aber gleichzeitig eine Expedition in den Norden der Bretagne, um diese Küste ebenfalls unter seine Kontrolle zu bringen.

## Schlachtverlauf
Am 9. Juni befand sich Dagworth im Gebiet des heutigen Départements Finistère, nördlich von Morlaix. Charles Blois führte die schnellsten Teile seines Heeres in einem Gewaltmarsch heran und überfiel Dagworth und seine 180 Mann starke Begleitung in der isoliert gelegenen Stadt Saint-Pol-de-Léon. Dagworth ließ seine Männer schnell zurückziehen und führte sie auf einen nahe gelegenen Hügel, wo sie eine Verteidigungsposition aufbauten.
Blois, der die Effizienz der englischen Langbogenschützen bereits bei der Schlacht von Morlaix und vielen anderen kleinen Scharmützeln beobachten konnte, wusste, dass seine Kavallerie bei einem Angriff auf die englische Verteidigungsstellung an den steilen Abhängen des Hügels zum Untergang verurteilt wäre. Die einzige Möglichkeit, die er sah, um Dagworth zu schlagen, bevor dessen Verstärkungen eintrafen, war ein Sturmangriff zu Fuß. Er ließ alle seine Männer absteigen und seine zahlenmäßig deutlich überlegene Truppe an drei Stellen gleichzeitig vorstürmen. Allerdings wurde dieser Angriff und alle weiteren im Verlauf des Nachmittags erfolgenden durch das präzise Feuer der englischen Bogenschützen abgeschlagen. Der letzte Sturmangriff mit Charles an seiner Spitze erfolgte beim letzten Tageslicht, aber auch dieser schlug fehl. Die franko-bretonischen Truppen mussten den Angriff endgültig abbrechen und sich in den Osten der Bretagne zurückziehen. Sie ließen Dutzende Tote, Verwundete und Gefangene zurück.

## Folgen
Die englischen Truppen hatten nur geringe Verluste unter den Bogenschützen und Mannschaften zu verzeichnen, während von den Rittern und Gewappneten niemand gefallen war. Die Verluste an Männern auf der Seite des Hauses Blois waren sicherlich hoch, auch wenn genaue Zahlen nicht überliefert sind. Der Effekt der Schlacht war vor allem ein psychologischer. Charles Blois war nach der Schlacht von Morlaix zum zweiten Mal von den Engländern geschlagen worden. Im bretonischen Adel mehrten sich nun die Zweifel, ob das Haus Blois sich im Erbfolgekrieg tatsächlich würde durchsetzen können.